# Andrzej Biernat

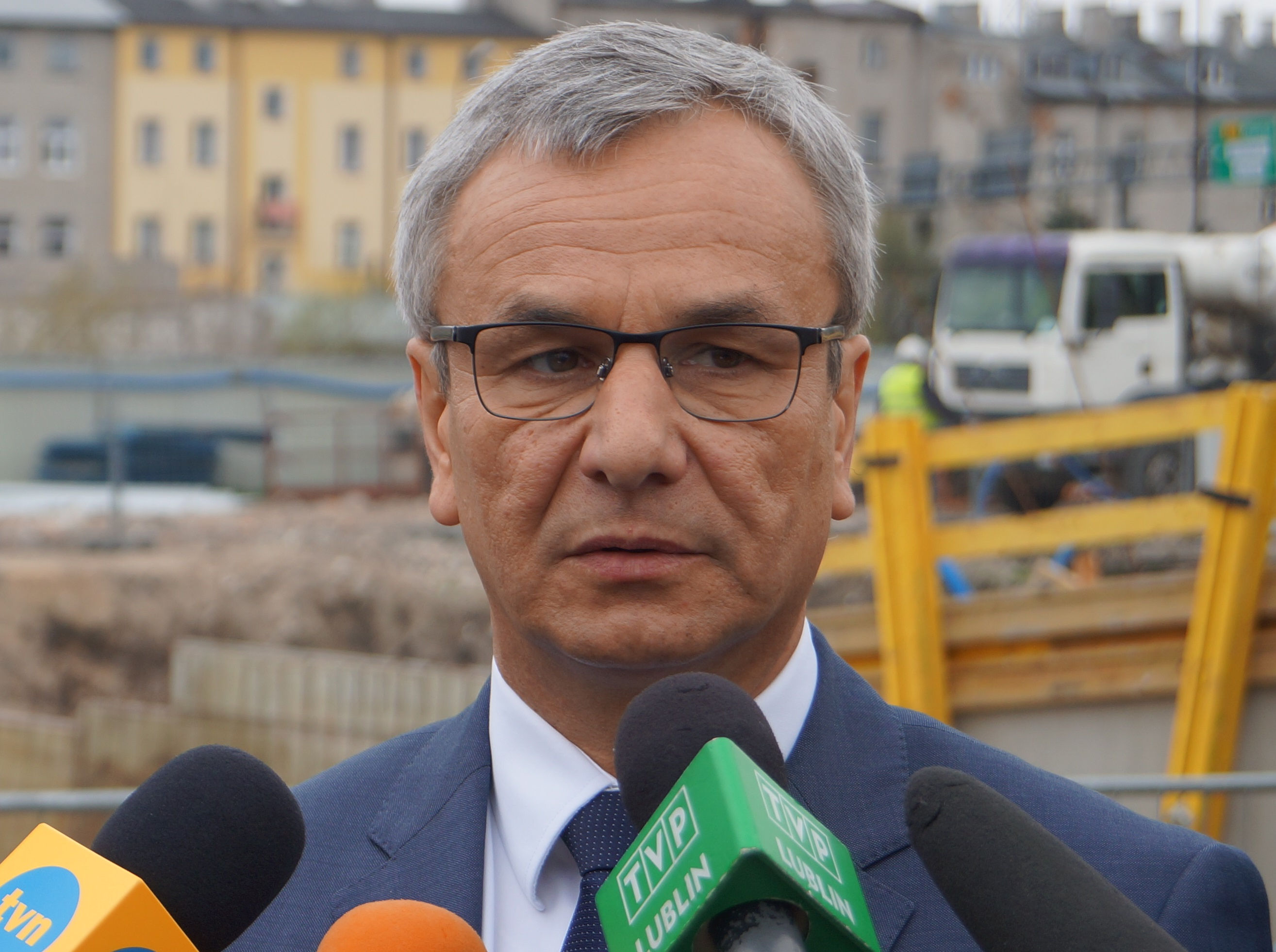
Andrzej Biernat

Andrzej Zbigniew Biernat (* 11. September 1960 in Urzędów) ist ein polnischer Politiker der Platforma Obywatelska. Er gehörte von 2005 bis 2015 dem Sejm in der V., VI. und VII. Wahlperiode an. Von 2013 bis 2015 war er Sport- und Tourismusminister.

## Leben und Beruf
An der Pädagogischen Hochschule Częstochowa studierte Biernat Pädagogik. Später absolvierte er ein Sportmanagementstudium an der Akademie für Leibeserziehung in Posen, das er 2002 abschloss. Von 1988 bis 1996 war er Grundschullehrer in Konstantynów Łódzki und war auch Direktor des Sport- und Erholungszentrums der Stadt.

## Politik
1997 schloss Biernat sich der Ruch Odbudowy Polski und war deren stellvertretender Vorsitzender in der Woiwodschaft Łódź. 1999 verließ er die Partei. Bei der Parlamentswahl 2005 wurde er erstmals für die Platforma Obywatelska in den Sejm gewählt. Auch bei den Wahlen 2007 und 2011 konnte er ein Mandat erringen. Im Kabinett Tusk II war Biernat als Nachfolger von Joanna Mucha Minister für Sport und Tourismus vom 27. November 2013 bis 22. September 2014. Im Kabinett Kopacz war er erneut Minister für Sport und Tourismus vom 22. September 2014 bis 15. Juni 2015. Am 15. Juni 2015 wurde er durch Adam Korol als Sport- und Tourismusminister ersetzt. Von Dezember 2008 bis März 2016 war er Vorsitzender der PO in der Woiwodschaft Łódź. Zusätzlich übernahm er als Nachfolger von Paweł Graś von November 2014 bis August 2015 das Amt des Generalsekretärs der Partei.